# 難波大隅宮
難波大隅宮 (なにわのおおすみのみや) とは、応神天皇の行宮。

## 概要
難波大隅宮は当時の応神天皇の行宮であり、正式な皇居ではなかった。即位22年目に遷都。日本書紀によると「難波の大隅島と媛島の松原」に放したとされている。
崩御の地は奈良県橿原市の明宮 (当時の正式な皇居) ともこの大隅宮ともいわれている。

## 位置
大阪市東淀川区大隅に比定されているが、どこなのかは曖昧である。

## 大隅神社との関係
大隅神社はこの難波大隅宮の伝承地に応神天皇を祀るために建立されている。